# Subartu
Subartu (en acadio: 𒋙𒁀𒊑 «Šubartum», en sumerio: 𒋢𒂔𒆠 «Subir/Šubur») es el nombre dado durante la Edad del Bronce antiguo a la zona situada en el curso medio del Tigris, la parte norte de las cuatro partes en que se divide el mundo para los sumerios, y que posteriormente será el núcleo original de Asiria.
Habitada por una población hurrita, es una zona de antigua urbanización y explotación agrícola, ya desde los periodos de Hassuna y Halaf.
Una de las primeras menciones escritas de Subartu se encuentra en una inscripción del rey de Adab Lugalannemundu (mencionado en la lista real sumeria) que afirma que su poder se extendía a varias zonas de Mesopotamia. La utilización de términos anacrónicos demuestra su falsedad.
Posteriormente, una inscripción del reinado de Naram-Sin de Acad, declara haber conquistado Subartu y haber sometido a sus ensi. Esta pretensión está confirmada por la aparición de varias inscripciones de Naram-Sin en Nínive, una de las futuras capitales Asirias, en Basetki, más alejada aún de Acad, e incluso en Diyarbakır.
La unión política del país de Subartu y la ciudad de Assur, dará lugar al estado Asirio que empezará a cobrar importancia en la primera mitad del II milenio A. C. 
El término seguirá utilizándose en Babilonia para designar a Asiria y aún se encuentra en uso durante el reinado del persa Cambises II.
- Datos: Q2096441